# Prix littéraire SPG
Le prix littéraire SPG  est un prix littéraire suisse créé en 2014 à Genève.
Créé  à l’initiative de Thierry Barbier-Mueller, le prix est décerné à une « première œuvre de fiction (roman) d’un auteur romand, écrite en langue française et éditée par une maison d’édition suisse ». Il est doté de 5 000 francs et est remis chaque année à l'occasion de Salon du livre et de la presse de Genève.

## Lauréats
- 2014 Damien Murith, pour La Lune Assassinée, L’Âge d’homme, 2013
- 2015 Jack Küpfer, pour Black Whidah, Olivier Morattel Éditeur, 2014
- 2016 Marc Voltenauer, pour Le Dragon du Muveran, éditions Plaisir de lire, 2015
- 2017 Elisa Shua Dusapin, pour Hiver à Sokcho, Zoé, 2016[2]
- 2018 Éric Bulliard, pour L'adieu à Saint-Kilda, éditions de l'Hèbe, 2017[3]
- 2019 Claire May, pour Oostduinkerke, éditions de l'Aire, 2018
- 2020 Simona Brunel-Ferrarelli, Les battantes, éditions Encre Fraîche, 2019[4]
- 2021 Anna Szücs, L'anatomie d'une décision, éditions Encre Fraîche, 2020[5]
- 2022 Louise De Bergh, Hermès Baby, éditions Romann, 2022
- 2023 Mélanie Croubalian, Azad, éditions Slatkine, 2023[6]

## Jury
- Thierry Barbier-Mueller, Président, Administrateur délégué de la Société Privée de Gérance (SPG)
- Pascal Couchepin, Ancien Conseiller fédéral, Président d’honneur
- Mania Hahnloser, Présidente d’honneur de l’Alliance Française de Berne
- Hélène Leibkutsch, Présidente de la Commission de lecture – Société de Lecture
- Isabelle Falconnier, Journaliste et critique littéraire, déléguée éditoriale et médias pour la fête des Vignerons 2019